# Satomi Suzuki
Satomi Suzuki (jap. 鈴木 聡美, Suzuki Satomi; * 29. Januar 1991 in der Präfektur Fukuoka) ist eine japanische Schwimmerin.
Suzuki studiert an der Universität Yamanashi. Ihre Domäne ist das Brustschwimmen. Sie gewann die Silbermedaille über 200 Meter Brustschwimmen bei den Olympischen Sommerspielen 2012. Bei den 2023 ausgetragenen Asienspielen 2022 in Hangzhou gewann sie über 50 Meter und 100 Meter Brust die Silbermedaille.